# إريك تشيبيتا
إريك تشيبيتا (بالإنجليزية: Erick Chipeta)‏، من مواليد 28 يونيو 1990 في زيمبابوي، لاعب كرة قدم يمثل منتخب زيمبابوي و وقع مع نادي الرائد السعودي منذ مطلع عام 2018 و لم يلعب معهم .

## روابط خارجية
- إريك تشيبيتا على موقع قاعدة بيانات كرة القدم.إي يو (الإنجليزية)
- إريك تشيبيتا على موقع ناشيونال فوتبول تيمز (الإنجليزية)
- إريك تشيبيتا على موقع Soccerway.com (الإنجليزية)